# Tango (1981)
Tango is een Poolse korte animatiefilm die in 1981 werd gemaakt door Zbigniew Rybczyński. Het was de eerste Poolse film die een Oscar won.

## Plot
De film vindt plaats in een kleine kamer met drie deuren, een raam, een kast, een tafel met drie krukjes, een ligbank en een wieg. Drie muren zijn zichtbaar, de vierde wand is open om de (stilstaande) camera zicht te geven op de gebeurtenissen in de kamer. Een voor een betreden steeds meer figuranten de kamer om er een handeling uit te voeren, te vertrekken en weer terug te keren om dezelfde handeling opnieuw uit te voeren. Op het hoogtepunt bevinden zich 26 personen in de kamer zonder elkaar in de weg te staan en schijnbaar zonder elkaar op te merken. De personen en handelingen zijn in volgorde van opkomst:
- een jongen die door het raam naar binnen klimt om de bal te halen die hij naar binnen heeft gegooid
- een moeder die borstvoeding geeft en haar baby in de wieg legt
- een dief die een pakje steelt dat op de kast ligt
- een man die een pakje achterlaat op de plek van het gestolen pakje
- een meisje dat haar huiswerk maakt en een papieren vliegtuigje uit het raam gooit
- een vrouw die een bord soep op tafel zet
- een man die de soep eet en het bord wegbrengt
- een jongeman die gymnastiekoefeningen doet
- een vrouw die boodschappen in de kast zet
- een man die een gloeilamp wil vervangen maar daarbij ten val komt
- een vrouw die een vis fileert
- een naakte vrouw die zich aankleedt
- een arbeider met een metalen pijp en een toiletpot
- een politieagent die zijn uniform aantrekt
- een schoonmaakster die dweilt en rozen van tafel haalt
- dronken man met een hoofdwond die wodka uit een fles drinkt
- een man die rozen draagt en een vrouw die een baby uit de wieg haalt
- een jong stelletje dat de liefde bedrijft op de bank
- een moeder die een luier verschoont
- een man in een badjas die aan tafel de krant leest
- een man met een hoed die zijn hond traint
- een oudere vrouw in het zwart gekleed die met hoofdpijn op de bank ligt

Als de kamer geleidelijk leegraakt, blijft de vrouw met hoofdpijn als laatste over. Ze pakt de door de jongen achtergelaten bal op en verlaat de kamer.
De film bevat geen gesproken woord en een tango als soundtrack.

## Prijzen
- Grand Prix, Oberhausen, 1981
- Speciale prijs, Huesca, 1981
- Grand Prix, Annecy, 1981
- 1ste prijs, Tampere, 1981
- Prijs voor experimentele film, Ottawa, 1982
- Oscar voor beste korte animatiefilm, 1982